# Galloni
Galloni is een historisch merk van motorfietsen.

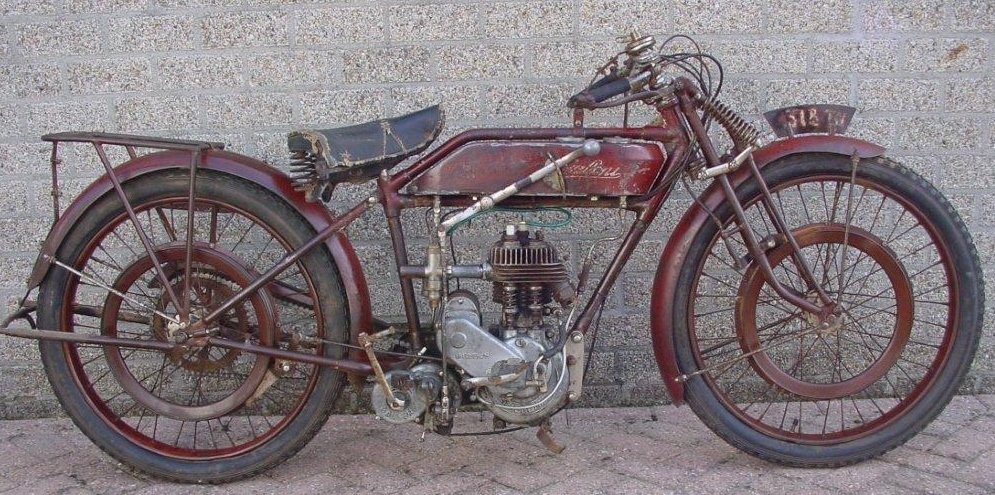
Galloni Giro d'Italia 350cc-zijklepper uit 1924

De bedrijfsnaam was: Meccanica Italiana A. Galloni, Borgomanero.
Alberto Galloni bouwde in 1921 zijn eerste motorfiets. Het was een vooruitstrevend model met een 494cc-zijklep-V-twin met grote kleppen en gelaste cilinderkoppen. De nikkelstalen drijfstangen draaiden in kogellagers. Achter de motor zat een cilindervormige drieversnellingsbak met schuivende tandwielen die met de hand geschakeld werd. De versnellingsbak was een patent van Galloni. De machine had een enkel wiegframe en de wielen waren uitwisselbaar. Al snel volgde een 746cc-uitvoering en van beide modellen kwam een sportmodel, waarvan de 746cc-versie een kopklepmotor kreeg. In 1922 veranderden de modellen niet veel, maar er werden toen wel lichtmetalen zuigers toegepast. In 1923 verscheen een 499cc-eencilinder zijklepmotor die 7½ pk leverde. Waar voorheen een bandrem op het voorwiel en een halve naafrem op het achterwiel werden toegepast, had deze motorfiets beide remmen alleen op het achterwiel. Er kwam ook een 349cc-versie die nauwelijks van het grote model afweek.
Tijdens de Giro d'Italia van 1924 verscheen een vervolgmodel, dat nu een verbeterd smeersysteem met een automatische oliepomp en andere koelribben had. Al in november presenteerde Galloni de modellen voor het volgende jaar: het 350cc-model was opnieuw verbeterd en alle toermodellen hadden zijkleppen, terwijl alle sportmodellen kopkleppen kregen. Er was een nieuw 250cc-model dat slechts twee versnellingen kreeg maar ook in zij- en kopklepuitvoering verscheen. Aan het einde van 1925 kondigde Galloni aan dat er nog beperkt 350- en 600cc-modellen zouden worden gebouwd, maar het zwaartepunt kwam te liggen op een vernieuwde 250cc-kopklepper met drie versnellingen.
In dat jaar werd Virginio Minozzi hoofd van de verkoopafdeling. Hij adviseerde Galloni het dealernet uit te breiden. In 1926 maakte men nog twee modellen in massaproductie, een 250- en een 350 cc-model. Voor het Italiaanse leger werden op beperkte schaal 500- en 600cc-modellen gebouwd. Opmerkelijk was dat Galloni weer teruggreep op zijkleppers, maar de 500cc-Galloni Super Sport had kopkleppen. In 1927 verscheen een 350cc-versie van de Super Sport.
In 1927 werd de fabriek tijdelijk gesloten door geldproblemen, maar in 1928 werden er weer motorfietsen gemaakt. Er kwamen nu duidelijk verbeterde 250-, 350- en 500cc-machines. De laatste machines die werden gebouwd hadden waarschijnlijk een 173cc-Blackburne- kop/zijklep- of kopklepmotor. In 1931 eindigde de productie definitief.